# آكلي تاجر
(بالفرنسية: Akli Tadjer)‏ هو كاتب فرنكو جزائري يكتب بالفرنسية ولد في 11 أغسطس 1954 في باريس  من أبوين جزائريين مهاجرين

## اللون الأدبي
تتميز كتاباته بالبعد العالمي المستمد من الواقع ويقول انه كاتب الصدفة حيث كتب بالصدفة بعد أن كان أبوه يريد له أن يكون عون حماية أو شرطي أنه بدأ يكتب في جريدة لوموند الفرنسية في الثمانينات إلى أن أصبح من القراء المحبوبين، صدرت له أول رواية التاسيلي سنة 1985 التي حصد بها جائزة جورج براسن للابداع الأدبي ,شغل الكثير من المناصب كمدرس في المدرسة العليا للصحافة في باريس وكمحرر في الكثير من الصحف والمجلات.يعتبره النقاد انه الكاتب الصاعد على المستوى الفرنكوفوني العالمي.

## أعماله
- 1985 الطاسيلي ( جائزة جورج باسن للابداع)
- 2000 شجاعة وصبر
- 2002 حامل الحقيبة
- 2005 ألفونس
- 2006 ذكريات جميلة (الجائزة الشعبية)
- 2008 في يوم من الأيام (جائزة القراء)
- 2009 الواسترن
- 2012 أحسن طريقة للحب

## روابط خارجية
- آكلي تاجر على موقع IMDb (الإنجليزية)